# Jon Fratelli
Jon Fratelli (nascido John Paul Lawler em 4 de março de 1979 em Glasgow, Escócia) é um músico e compositor escocês mais conhecido por seu trabalho com a banda The Fratellis. Ele também tocou em uma banda chamada Codeine Velvet Club.

## História
Pouco se sabe sobre a vida Jon antes de ele entrar no The Fratellis. Ele participou do St. Maurice High School e foi para a faculdade. Antes de ingressar no The Fratellis, ele tocou em uma banda cover do Oasis e do Blur, e ele lançou um álbum solo (sob o nome John Lawler), intitulado Free Urban Clown.

### 2005-2009: The Fratellis
Em 2005, Jon respondeu a um anúncio colocado em uma loja de música pelo baterista Gordon McRory, que afirmou: "Oportunidade de uma vida ... procura banda para deixar nossa marca na indústria da música". Sobre este classificado ele colocou seu nome como "Graeme" para que seus companheiros de banda não descobrissem que ele estava procurando uma nova banda. Depois de chamar o número, pedindo "Graeme" ele começou a dizer repetidamente que ele tinha o número errado, ele quase desistiu, mas tentou mais uma vez e obteve um porão de McRory ea banda começou a se formar, com Barry Wallace no baixo.
Jon estava na banda e era o vocalista, compositor e guitarrista solo. Ele foi inicialmente acompanhado na guitarra por Mince Fratelli (Gordon McRory), mas Mince mudou para a bateria após o baterista inicial não ter dado certo. Os créditos do primeiro álbum foram para o The Fratellis, mas no segundo foram para Jon.
Depois de tocar no festival Coachella, na Califórnia, em 2007, durante a promoção do álbum de estréia do The Fratellis o Costello Music, Jon decidiu fugir da turnê nos EUA e voltar para Glasgow, afirmando que ele estava muito cansado para continuar o resto da turnê. Mais tarde, ele viu isso como um erro, mas permitiu-lhe ser ainda mais grato para o sucesso da banda. A banda esteve em hiato durante 2009 e 2012, durante o hiato os membros da banda continuaram com outros projetos, enquanto Jon desejava mais do que nunca o retorno da banda, que só veio a acontecer recentemente, em 2012.

### 2009-2010: Codeine Velvet Club
Durante a promoção do Here We Stand, Jon declarou que desejava criar um álbum solo para manter-se ocupado uma vez que a banda estava tocando em turnê, com a banda programada para fazer uma pausa.Mais tarde soube-se que ele planejava trabalhar em conjunto com Lou Hickey, cantora e compositora que ele conheceu devido à amizade dela com sua esposa. NME relatou em um artigo que a banda foi criada, e o nome seria Codeine Breakfast Club, no entanto, em 23 de agosto de 2009, foi confirmado que a banda mudou seu nome para Codeine Velvet Club.
Enquanto tocava nesta banda, Jon voltou a usar seu sobrenome adequado, Jon Lawler . O álbum de estréia era para ser lançado em 16 de novembro de 2009 (no entanto, foi posteriormente adiado para 28 de dezembro de 2009). Jon dividiu a função de composição com Lou , cerca de metade das faixas do álbum foi escrita por Lou e a outra metade por Jon (uma faixa, "Nevada" foi co-escrito por Jon e Will Foster).A dupla levou uma banda ao vivo (composta por Ross MacFarlane na bateria, Will Foster no teclado e guitarra, Lewis Gordon no baixo e vários outros conhecido como 'The Velvet Horns') para uma visita ao Reino Unido em 2009 e os EUA em 2010. No entanto, Jon decidiu que não podia comprometer-se mais com a banda e pediu o fim da banda, terminando as datas de show ao vivo que eles tinham e anunciando sua carreira solo, Lou retorna a sua carreira solo também.

### 2009-2012: Carreira solo e Psycho Jukebox
Jon começou insinuando uma carreira solo quando ele criou uma nova página no MySpace, com a faixa "Bonnie & Clyde" cantada por ele e também foi notado que ele começou a usar o nome Jon Fratelli novamente.

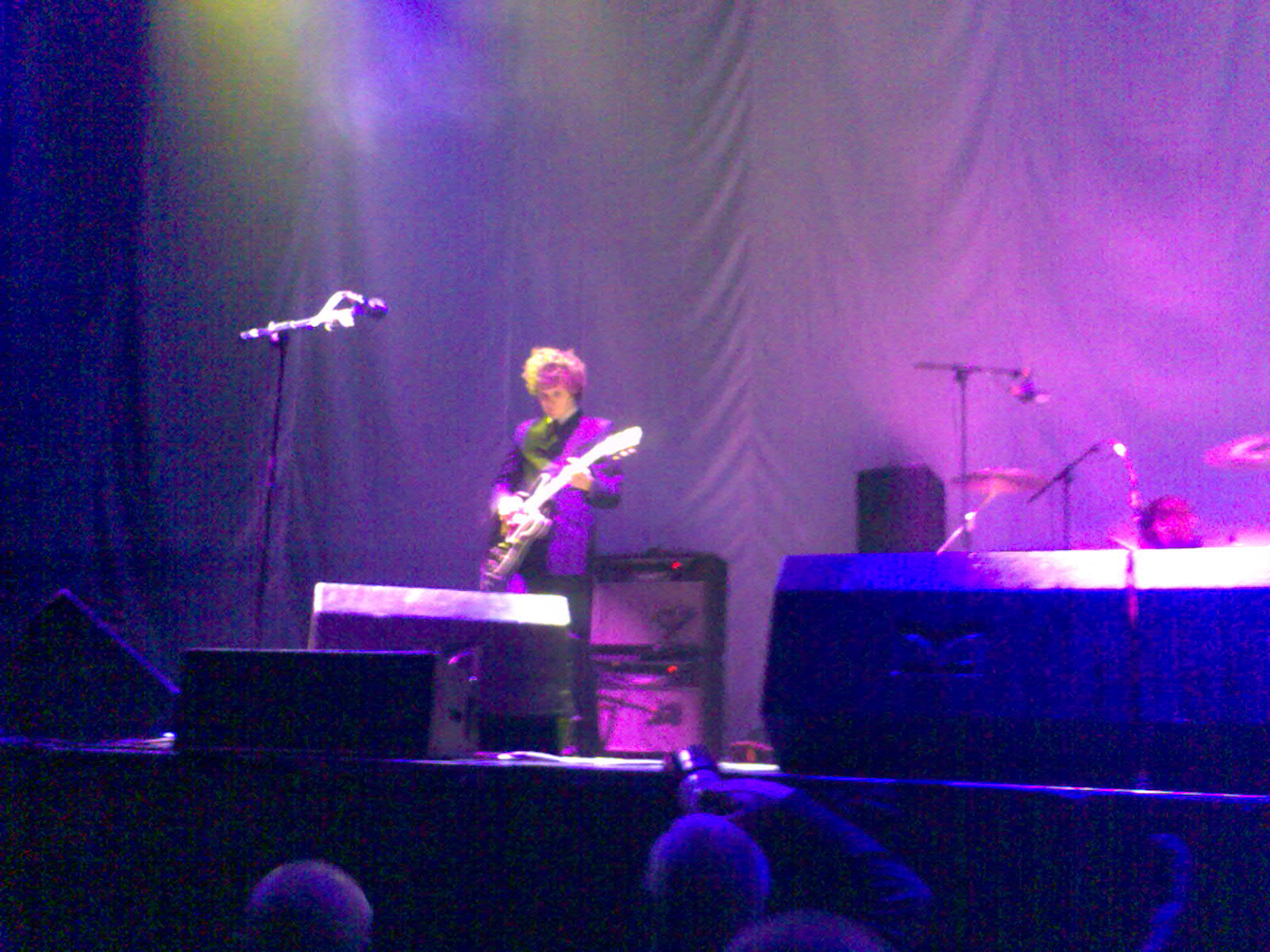
Jon Fratelli em apresentação

 Ao discutir o fim do Codeine Velvet Club, Jon confirmou suas intenções de carreira solo, levando os músicos de apoio com ele. Desde o anúncio, ele está em carreira solo, Jon já distribuiu algumas faixas em forma de demo, incluindo "Dead Street Affair", "She's My Shaker" e "Sometimes You Just Can't Win". Para shows ao vivo em 2011, Jon anunciou que Mince Fratelli estaria junto na turnê de Jon, dividindo a bateria com Ross McFarlane.
Jon tocou alguns shows solo antes de ir para Las Vegas no final de 2010 para gravar seu primeiro álbum solo, Psycho Jukebox com Tony Hoffer, que produziu o primeiro álbum do The Fratellis. O título é uma referência a canção" Nina " do The Fratellis, que é destaque no Whistle for the Choir CD. Durante fevereiro de 2011, Jon lançou uma faixa através de seu site chamado "Rhythm Doesn't Make You a Dancer", que é esta no álbum e também deu um EP gratuito chamado The Magic Hour EP. Jon disse que essas músicas não poderiam caber no álbum, mas ele "ainda tinha muito tempo para elas". O primeiro single do álbum foi "Santo Domingo", que foi lançado em 28 de fevereiro de 2011. O segundo single, "Baby We're Refugees!", que foi lançado em 12 de junho de 2011.
Em fevereiro de 2011, Jon afirmou que:
| “ | Eu acho que vai fazer sentido para alguém que gostava de The Fratellis, mas parece ser bem diferente musicalmente, pelo menos para mim. Tudo o que sei é isso que eu queria que fosse e aquilo que eu acho que acabou por ser, é igual tentar espremer muitas diferentes cores no menor espaço. Estou bastante certo de que é assim que saiu. | ” |

### 2012 - atualmente: The Fratellis
Em 4 de junho de 2012, a banda anunciou que tinha se juntado novamente para arrecadar dinheiro para o Eilidh Brown Memorial Fund em 15 de junho de 2012, marcando quase 3 anos desde última vez que o grupo compartilhou um palco junto. Mais tarde, em junho, a banda anunciou que vai se apresentar no O2 ABC em Glasgow em 26 de Setembro de 2012. Eles, então, anunciaram outras datas em Oxford, Leicester e Sheffield, com outra data no festival Loopallu e também anunciou uma pequena turnê setembro.
Desde o fim do hiato, Jon afirmou que espera gravar novas músicas com o The Fratellis e também irá lançar seu segundo álbum solo, que ele quase terminou antes do fim do hiato. Ele disse que eles tinham posto de lado as suas diferenças porque "a vida é muito curta". Barry agora deixou a banda The Twang e vai dedicar seu tempo ao The Fratellis.

## Integrantes
A banda de Jon inclui músicos de suas bandas anteriores. Esta é a formação atual ao vivo:
- Jon Fratelli: Vocal, guitarra solo, guitarra acústica
- Lewis Gordon: Baixo, vocal de apoio
- Will Foster: teclado/Sintetizador, guitarra rítmica
- Allan James: Bateria, percussão
- Mince Fratelli: Guitarra rítmica, vocal de apoio, (por vezes bateria)

## Discografia
Com The Fratellis
- 2006 - Costello Music
- 2008 - Here We Stand

Com Codeine Velvet Club
- 2009 - Codeine Velvet Club

Solo
- 2004 - Free Urban Clown
- 2011 - The Magic Hour EP
- 2011 - Psycho Jukebox